# Liste der Bodendenkmale in Nordhastedt
In der Liste der Bodendenkmale in Nordhastedt sind die Bodendenkmale der Gemeinde Nordhastedt nach dem Stand der Bodendenkmalliste des Archäologischen Landesamts Schleswig-Holstein von 2016 aufgelistet. Die Baudenkmale sind in der Liste der Kulturdenkmale in Nordhastedt aufgeführt.
| Denkmal-ID           | Befundart           | Bezeichnung                              | Zeitstellung                 | Lage                      | Bemerkungen | Bild |
| -------------------- | ------------------- | ---------------------------------------- | ---------------------------- | ------------------------- | ----------- | ---- |
| aKD-ALSH-Nr. 000 264 | Grabmal > Grabhügel | Grabhügel                                | Vor- und/oder Frühgeschichte |                           |             |      |
| aKD-ALSH-Nr. 000 265 | Grabmal > Grabhügel | Grabhügel                                | Vor- und/oder Frühgeschichte |                           |             |      |
| aKD-ALSH-Nr. 000 266 | Grabmal > Grabhügel | Grabhügel                                | Vor- und/oder Frühgeschichte |                           |             |      |
| aKD-ALSH-Nr. 000 267 | Grabmal > Grabhügel | Grabhügel                                | Vor- und/oder Frühgeschichte |                           |             |      |
| aKD-ALSH-Nr. 000 269 | besonderer Stein    | Inschriftenstein/Grenzstein/Schalenstein |                              | Gemarkungsgrenze zu Heide |             |      |
| aKD-ALSH-Nr. 000 272 | Grabmal > Grabhügel | Grabhügel                                | Vor- und/oder Frühgeschichte |                           |             |      |